# Diecéze Green Bay

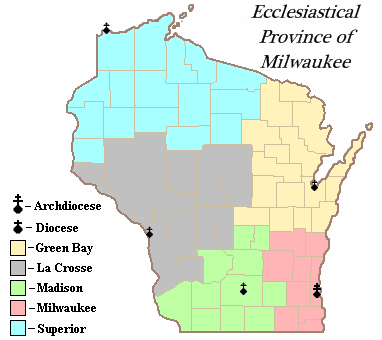
Církevní provincie Milwaukee, diecéze Green Bay je vyznačena žlutě.

Diecéze Green Bay je římskokatolická diecéze rozkládající se severovýchodě Wisconsinu. Založena byla v roce 1868 a společně s metropolitní arcidiecézí Milwaukee a diecézemi Superior, La Crosse a Madison tvoří Církevní provincii Melwaukee. Biskupství i katedrála sv. Františka Xaverského se nacházejí ve městě Green Bay, současným diecézním biskupem je od roku 2008 David Laurin Ricken, pomocným biskupem pak Robert Fealey Morneau.

## Historie
Diecéze byla založena 3. března 1868 papežem Piem IX. Jejím prvním biskupem byl Joseph Melcher.